# BLUE LIMBO
『BLUE LIMBO』（ブルー・リンボー）は、日本のシンガーソングライター平沢進の9枚目のアルバム。「ディストピア3部作」1作目。2003年2月13日に自主レーベルのTESLAKITEより発売された。

## 解説
蛮行と戦争の恐怖で制御される「惑星BLUE LIMBO」を舞台とするコンセプトアルバム。
これまで平沢は人道的な抗議行動や、政治性を帯びた行動には距離を取っていたが、アメリカ同時多発テロ事件に対するアメリカの報復攻撃に対する疑問や、アルバム制作中に訪れたカンボジアで内戦の爪痕を目の当たりにした影響から、本作以降ディストピア的な世界観を前面に押し出たメッセージ性の強い楽曲を多く発表するようになる。当アルバムは、後に「ディストピア3部作」の1作目と呼ばれることになる。
本作以降アルバムが発売する毎に1曲先行無料配信されるようになった。
インタラクティブ・ライブ「LIMBO-54」終了後、公式サイトで「ナノ重複記念曲集」が配信され、BLUE LIMBO収録曲のアレンジや未発表曲が収録されている。
「高貴な城」は歌詞が直接的となっている例外的作品であり、戦時下に留まらず、世界で犠牲となっている子供達について書いている。

## 収録曲
1. 祖父なる風 - Grandfatherly Wind
サウンドトラック『妄想代理人 オリジナルサウンドトラック』の北米盤にも収録されている。
2. RIDE THE BLUE LIMBO
先行無料配信曲。
書籍「改訂復刻版　音楽産業廃棄物」に大和久マサルが制作したPVが収録されている。内容はモニターテレビのついた魔法の絨毯のような機械（通称「梵クラフト」）に搭乗した平沢がディストピアに飛んでくるというもので、「TOWN-0 PHASE-5」「論理空軍」の作風を踏襲している。
「ナノ重複記念曲集」では別バージョン「RIDE THE BLUE LIMBO Type-2」が配信されている。
3. ツオルコフスキー・クレーターの無口な門 - The Silent Gate of Tsiolkovsky Crater
4. CAMBODIAN LIMBO
5. 帆船108 - Sailing Ship 108
「ナノ重複記念曲集」では別バージョン「帆船108 Type-2」が配信されている。
6. 狙撃手 - The Sniper
「ナノ重複記念曲集」では別バージョン「狙撃手 Type-2」が配信されている。
「Live 会然TREK 2K20 GHOST VENUE メモリアル・パッケージカード」では新アレンジが配信された。
7. LIMBO-54
「ナノ重複記念曲集」では別バージョン「壮絶な出来事 (Limbo-54 CATASTROPHE)」・「Hot-Point Type-2 (Limbo-54 Type-2)」が配信されている。
8. HALO
9. 高貴な城 - High-Minded Castle
2003年にイラク戦争への抗議行動として、「殺戮への抗議配信」で無料配信された。「遥か遠方で繰り広げられる惨劇と、その真意や背景が伝えられていないと感じながら、しっかりと悲惨を見つめようとする人の、険しい心情についての歌」とのこと。
10. サトワン暦8869年 - Sathwan Calendar 8869
「ナノ重複記念曲集」では姉妹曲「サトワン歴8888年」が配信されている。

## 参加ミュージシャン
- 平沢進 - ボーカル、シンセサイザー、ギター